# Džov Enlaj
Džov Enlaj (kitajsko: 周恩来; pinjin: Zhou Enlai; Wade-Giles: Chou En-lai), kitajski komunist, general, politični komisar in politik, * 5. marec 1898, Huajan, Džjangsu, Dinastija Čing, † 8. januar 1976, Peking, Ljudska republika Kitajska.

## Življenjepis
1949 je postal član politbiroja CK KP Kitajske, predsednik vlade in minister za zunanje zadeve.